# 蔵王堂藩

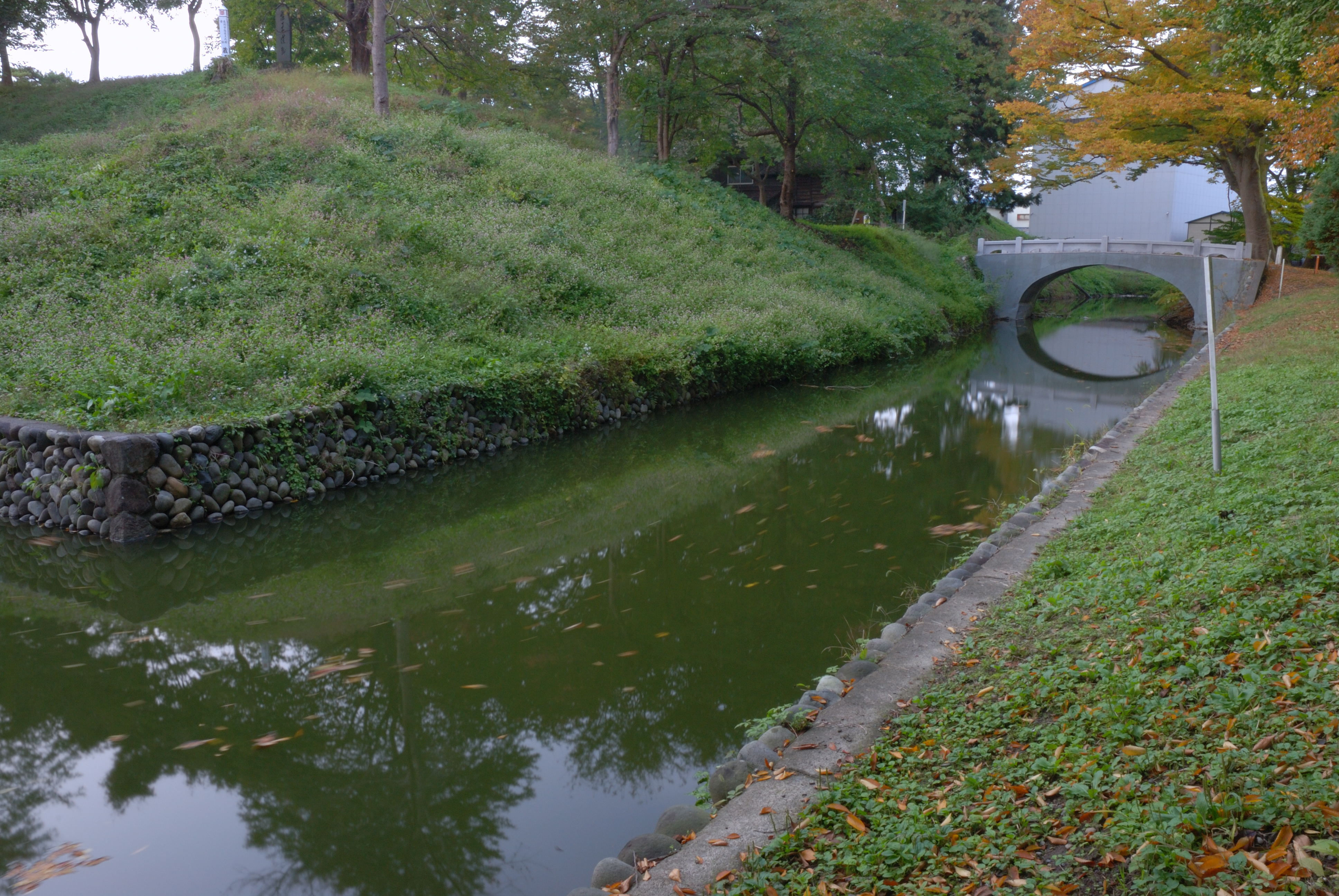
蔵王堂城跡に残る水堀と土塁

蔵王堂藩（ざおうどうはん）は、越後国古志郡蔵王村の蔵王堂城（現在の新潟県長岡市西蔵王）を居城として、江戸時代初期に存在した藩。豊臣政権下、堀家が越後国に入国した際、当地には堀親良が入城したがのちに断絶。1616年に同族の堀直寄が8万石で入封、長岡城の築城を進めたが、2年後に越後村上藩に移された。
この藩は長岡藩の歴史の一部と見なされることもある。また、居城のある地名から蔵王藩（ざおうはん）とも称される。

## 歴史

### 前史
現在の長岡市域は、戦国時代には越後守護代長尾家（のち上杉家）の一族古志長尾家が古志郡蔵王の蔵王堂城に拠って治めていた。その古志長尾家の景信が御館の乱により戦死した後は、上杉家の直接支配を受けることとなる。

### 堀家の越後支配と堀親良の入封
慶長3年（1598年）、上杉家は陸奥会津に移封され、かわって堀秀治とその一族・与力大名が越後に入封した。秀治の弟である堀親良は、4万石を与えられて蔵王堂城主となった。親良はこの中から1万石を重臣の近藤重勝に分けている（近藤藩参照。なお、親良の弟・近藤政成が重勝の養子となっている）。
慶長5年（1600年）、関ヶ原の役において、越後の堀一族は東軍に属し、上杉景勝が扇動した上杉遺民一揆と戦った。一揆勢が蔵王堂城近辺に押し寄せ加津保沢村（長岡市加津保町）に放火を行った際、堀親良は家臣の近藤重勝・寺島牛之助を派遣して撃たせ、捕虜十数名を磔にした。また堀親良もみずから兵を率いて一揆鎮圧にあたった。上杉勢が八十里越を越え、「会津の境」下田（現在の三条市下田地区）に駐屯すると、親良は800余の兵を率い、9月8日に上杉勢を撃破して首級300余を挙げる功績を挙げた。
慶長7年（1602年）、親良は病気を理由として、甥（秀治の二男）の鶴千代に藩主の座を譲った。しかし、3万石中の1万2000石を自らの隠居料とし、伏見に赴いて堀秀政の旧宅に住した。親良の隠居は、実際には堀一族の内紛が背景であるとされる。親良はのちに本多正純を通じて徳川家に出仕することを願い出た。親良は江戸幕府から隠居料相当の蔵米1万2000石を給されて大名に復帰し、隠居料は鶴千代に返還した。
鶴千代は幼少であったため、坂戸城主（坂戸藩主とも解される）・堀直寄が後見にあたり、政務を執った。直寄は蔵王堂城が信濃川に面して洪水に弱いことを看取し、その南約2キロメートルにあって信濃川からやや離れた地に、新たな城（長岡城）の築城に着手したという。慶長10年（1605年）頃より、「長岡」という地名が史料に現れるようになる。しかし後述の堀家の紛争により、長岡の建設は中断する。
慶長11年（1606年）頃、鶴千代は早世し、蔵王堂藩3万石は無嗣断絶となった。蔵王堂領3万石は、堀直寄の領地に編入されたとされる。

### 堀家の騒動から松平忠輝領へ
慶長11年（1606年）には堀秀治が死去した。宗家を継いだ堀忠俊は11歳の少年であり、堀一族の内紛が激化した（越後福嶋騒動参照）。堀直寄と異母兄・堀直清（直次。三条城主）の関係は険悪であり、その対立は江戸幕府の裁定に持ち込まれた。その結果、慶長15年（1610年）、堀忠俊（越後福島藩主）および堀直清が改易処分を受けることとなった。堀直寄も5万石から4万石に減封され、信濃国飯山藩に移された（その後、慶長16年（1611年）に1万石を加増され、石高は5万石に復している）。ほかの堀一族も越後国の所領を他国に移され、徳川家康の六男松平忠輝が越後国に入封した。蔵王堂城には、忠輝の重臣である山田勝重（隼人）が在番した。
慶長20年（1615年）の大坂夏の陣において、堀直寄は大いに軍功を挙げたが、松平忠輝は徳川家康の勘気を蒙った。元和2年（1616年）、徳川家康は死に臨んで堀直寄を呼び出し、「今後もし天下に戦乱があったならば、一の備（一番合戦）を藤堂高虎、二の備を井伊直孝に任せる。直寄は両備の間にいて横槍を入れよ」と命じたという。一方で忠輝は臨終の対面も拒まれたと伝えられる。

### 堀直寄の入封と長岡藩への移行
元和2年（1616年）、越後高田藩主・松平忠輝は改易された。堀直寄は牧野忠成とともに高田城二の丸の受け取りを務めた。また、堀直寄は3万石を加増され、8万石をもって蔵王堂・長岡地域に入封した。直寄には旧領復帰とも言える状況であり、かつて頓挫した長岡城築城と長岡城下町建設に取り組んだ。
元和3年（1617年）、直寄は水上交通における街道に相当する「船道」の制度を設け、「河戸」と呼ばれる船着場を整備し、要所に番所を置いた。また、所領に含まれる信濃川河口部の湊町・新潟（新潟津）に保護を与え、近世の新潟の町の発展の基礎を築いた。
元和4年（1618年）、堀直寄は越後国岩船郡本庄（村上藩）に転封され、10万石に加増される。直寄の去った長岡地域には牧野忠成が越後長峰藩から（一説に上野大胡藩から）7万4000石で入封。長岡城と城下町の建設を引き継ぎ、完成させた。

### 「蔵王堂藩」の時期的範囲

#### 「蔵王堂藩」の始期
『日本の城がわかる事典』は、堀親良が「江戸時代には蔵王堂藩の初代藩主となった」とする。

#### 「長岡藩」の始期
堀直寄の藩を「蔵王堂藩」とする場合、「長岡藩」は元和4年（1618年）の牧野氏入封によって立藩されたと叙述される。『日本の城がわかる事典』は、長岡城の完成により蔵王堂城が廃城となり、「蔵王堂藩は長岡藩に移行」したとする。
一方、『寛政譜』には堀直寄が「飯山城を転じて越後国長岡城をたまひ」と記されており、直寄を長岡藩主とする解釈もある。『角川日本地名大辞典』は、元和2年（1616年）の堀直寄入封により長岡藩が立藩したとする。
なお『ブリタニカ国際大百科事典 小項目事典』は、「長岡藩」の項目を慶長3年（1598年）に堀親良が蔵王堂城に入封した時点にさかのぼって記述する。

## 歴代藩主
上述の通り、「蔵王堂藩」の定義についてはさまざまな見解があり、たとえば堀直寄について蔵王堂藩主とする見解と、長岡藩主と見なす見解とがある。

### 堀家（親良系）
外様　4万石あるいは3万石
1. 親良（ちかよし）
2. 鶴千代（つるちよ）

### 堀家（直寄系）
外様　8万石
1. 直寄（なおより）

## 領地

### 蔵王

蔵王堂城跡の堀直寄銅像

蔵王村地内の信濃川・柿川合流点付近の「丹波河戸」は、領内で最重要の河戸であった。この河戸から蔵王村地内を東西に貫く街道は「丹波街道」と呼ばれる。
この名称に含まれる「丹波」について、『角川日本地名大辞典』は、村松藩主の「堀丹波守」が参勤交代の際に六日町（現在の南魚沼市六日町地区。坂戸城から魚野川対岸に位置する三国街道の宿場町）から川を下り、丹波河戸で上陸して村松まで通行したためにこの名が生じたと説明する。村松藩は堀直寄の二男・堀直時が父の遺領のうち3万石を分知されて成立した藩で、歴代藩主は丹後守・丹波守などに任じられ、幕末まで長く存続した。
昭和戦前期に編纂された『長岡の産業と自治』によれば、堀直寄は実際には丹後守であるが、長岡では長岡城の築城にあたった領主を「堀丹波守」と認識して伝えたといい、「丹波河戸」などの名は堀直寄に由来するという。

### 新潟
信濃川河口部左岸には戦国期には湊町（新潟津）が形成された。永禄年間には日本海側（浜側）の砂丘地帯に町があったというが、のちに河口部に形成された中洲に移転するようになった。17世紀初頭の時点で、中州のうちの「白山島」に新潟の町並みがあり、その場所は「現在の東中通より海岸寄りの地」であるという。
元和2年（1616年）、堀直寄は蒲原郡新潟に「新潟諸役用捨之覚」を発して諸役免除の特権を与え、翌元和3年（1617年）には新たな町の建設や、町座制、町方統制を定めた「新潟新町材木町等建設の覚」を発した。これらの措置は新潟の町の基礎を築いたと評される。直寄が村上藩に転封されると、新潟は長岡藩牧野家の所領となり、引き続き保護優遇政策がとられて発展した。なお、信濃川の流路の変化により、新潟の町は明暦元年（1655年）に現在「古町」と呼ばれる地域に移った。